# Тур WTA 2024
Тур WTA 2024 — елітний професійний цикл тенісних змагань, організований Жіночою тенісною асоціацією (WTA) в сезоні 2024 року. Календар Туру включає турніри Великого шолома (під опікою Міжнародної тенісної федерації  (ITF)), Олімпійський турнір, турніри WTA 1000, турніри WTA 500, турніри WTA 250, Кубок Біллі Джин Кінг (організований ITF), та завершальні турніри року (чемпіонат WTA та WTA Elite Trophy)

## Календар
Нижче наведено розклад турнірів у календарі 2024 року.
Легенда
| Турніри Великого шолома     |
| Теніс на Олімпійських іграх |
| Підсумковий турнір року     |
| WTA 1000                    |
| WTA 500                     |
| WTA 250                     |
| Командні змагання           |

### Січень
| Тиждень | Турнір | Чемпіонка                                    | Фіналістка                         | Півфіналістки                                                     | Чвертьфіналістки                                                  |
| --- | --- | -------------------------------------------- | ---------------------------------- | ----------------------------------------------------------------- | ----------------------------------------------------------------- |
| 1 січня | United Cup Перт and Сідней, Австралія Тверде – $5,000,000 – 18 команд Командні змагання                                     | Німеччина 2–1                                | Польща                             | Франція Австралія                                                 | КНР Норвегія Сербія Греція                                        |
| Brisbane International Брисбен, Австралія WTA 500 Тверде – $1,736,763 – 48S/24Q/24D Одиночний розряд – Парний розряд | Олена Рибакіна 6–0, 6–3 | Аріна Соболенко                              | Вікторія Азаренко Лінда Носкова    | Дарія Касаткіна Олена Остапенко Мірра Андрєєва Анастасія Потапова |                                                                   |
| Brisbane International Брисбен, Австралія WTA 500 Тверде – $1,736,763 – 48S/24Q/24D Одиночний розряд – Парний розряд | Людмила Кіченок Олена Остапенко 7–5, 6–2                                                                                    | Грет Міннен Гезер Вотсон                     | Вікторія Азаренко Лінда Носкова    | Дарія Касаткіна Олена Остапенко Мірра Андрєєва Анастасія Потапова |                                                                   |
| Auckland Classic Окленд, Нова Зеландія WTA 250 Тверде – $267,082 – 32S/24Q/15D Одиночний розряд – Парний розряд      | Корі Гофф 6–7(4–7), 6–3, 6–3                                                                                                | Еліна Світоліна                              | Емма Наварро Ван Сю                | Варвара Ґрачова Петра Мартич Діан Паррі Маріє Боузкова            |                                                                   |
| Auckland Classic Окленд, Нова Зеландія WTA 250 Тверде – $267,082 – 32S/24Q/15D Одиночний розряд – Парний розряд      | Анна Даніліна Вікторія Грунчакова 6–3, 6–7(5–7), [10–8]                                                                     | Маріє Боузкова Бетані Маттек-Сендс           | Емма Наварро Ван Сю                | Варвара Ґрачова Петра Мартич Діан Паррі Маріє Боузкова            |                                                                   |
| 8 січня | Adelaide International Аделаїда, Австралія WTA 500 Тверде – $922,573 – 30S/24Q/16D Одиночний розряд – Парний розряд         | Олена Остапенко 6–3, 6–2                     | Дарія Касаткіна                    | Катерина Олександрова Джессіка Пегула                             | Олена Рибакіна Марта Костюк Лаура Зігемунд Анастасія Павлюченкова |
| 8 січня | Adelaide International Аделаїда, Австралія WTA 500 Тверде – $922,573 – 30S/24Q/16D Одиночний розряд – Парний розряд         | Беатріс Аддад Мая Тейлор Таунсенд 7–5, 6–3   | Каролін Гарсія Крістіна Младенович | Катерина Олександрова Джессіка Пегула                             | Олена Рибакіна Марта Костюк Лаура Зігемунд Анастасія Павлюченкова |
| 8 січня | Hobart International Гобарт, Австралія WTA 250 Тверде – $267,082 – 32S/24Q/16D Одиночний розряд – Парний розряд             | Емма Наварро 6–1, 4–6, 7–5                   | Елісе Мертенс                      | Дар'я Гаврилова Юань Юе                                           | Аранча Рус Чжу Лінь Юлія Путінцева Вікторія Томова                |
| 8 січня | Hobart International Гобарт, Австралія WTA 250 Тверде – $267,082 – 32S/24Q/16D Одиночний розряд – Парний розряд             | Чжань Хаоцін Джуліана Ольмос 6–3, 6–3        | Ґо Ханю Цзян Сіньюй                | Дар'я Гаврилова Юань Юе                                           | Аранча Рус Чжу Лінь Юлія Путінцева Вікторія Томова                |
| 14 січня 22 січня | Australian Open Мельбурн, Австралія Grand Slam Тверде – $39,264,000 – 128S/64D/32X Одиночний розряд – Парний розряд – Мікст | Аріна Соболенко 6–3, 6–2                     | Чжен Ціньвень                      | Даяна Ястремська Корі Гофф                                        | Лінда Носкова Ганна Калінська Марта Костюк Барбора Крейчикова     |
| 14 січня 22 січня | Australian Open Мельбурн, Австралія Grand Slam Тверде – $39,264,000 – 128S/64D/32X Одиночний розряд – Парний розряд – Мікст | Сє Шувей Елісе Мертенс 6–1, 7–5              | Людмила Кіченок Олена Остапенко    | Даяна Ястремська Корі Гофф                                        | Лінда Носкова Ганна Калінська Марта Костюк Барбора Крейчикова     |
| 14 січня 22 січня | Australian Open Мельбурн, Австралія Grand Slam Тверде – $39,264,000 – 128S/64D/32X Одиночний розряд – Парний розряд – Мікст | Сє Шувей Ян Зелінський 6–7(5–7), 6–4, [11–9] | Дезіре Кравчик Ніл Скупскі         | Даяна Ястремська Корі Гофф                                        | Лінда Носкова Ганна Калінська Марта Костюк Барбора Крейчикова     |
| 29 січня | Linz Open Лінц, Австрія WTA 500 Тверде (i) – $922,573 – 28S/24Q/16D Одиночний розряд – Парний розряд                        | Олена Остапенко 6–2, 6–3                     | Катерина Олександрова              | Анастасія Павлюченкова Донна Векич                                | Джоді Барредж Елісе Мертенс Клара Бурель Анастасія Потапова       |
| 29 січня | Linz Open Лінц, Австрія WTA 500 Тверде (i) – $922,573 – 28S/24Q/16D Одиночний розряд – Парний розряд                        | Сара Еррані Жасмін Паоліні 7–5, 4–6, [10–7]  | Ніколь Меліхар Еллен Перес         | Анастасія Павлюченкова Донна Векич                                | Джоді Барредж Елісе Мертенс Клара Бурель Анастасія Потапова       |
| 29 січня | Thailand Open Хуахін, Таїланд WTA 250 Тверде – $267,082 – 32S/24Q/16D Одиночний розряд – Парний розряд                      | Діана Шнайдер 6–3, 2–6, 6–1                  | Чжу Лінь                           | Ван Сіньюй Ван Яфань                                              | Дальма Гальфі Юлія Путінцева Кеті Волинець Аріна Родіонова        |
| 29 січня | Thailand Open Хуахін, Таїланд WTA 250 Тверде – $267,082 – 32S/24Q/16D Одиночний розряд – Парний розряд                      | Като Мію Алділа Сутдж'яді 6–4, 1–6, [10–7]   | Ґо Ханю Цзян Сіньюй                | Ван Сіньюй Ван Яфань                                              | Дальма Гальфі Юлія Путінцева Кеті Волинець Аріна Родіонова        |

### Лютий
| Тиждень   | Турнір | Чемпіонка                                     | Фіналістка                      | Півфіналістки                            | Чвертьфіналістки                                               |
| --------- | --- | --------------------------------------------- | ------------------------------- | ---------------------------------------- | -------------------------------------------------------------- |
| 5 лютого  | Abu Dhabi Open Абу-Дабі, ОАЕ WTA 500 Тверде – $922,573 – 28S/24Q/16D Одиночний розряд – Парний розряд                                    | Олена Рибакіна 6–1, 6–4                       | Дарія Касаткіна                 | Людмила Самсонова Беатріс Аддад Мая      | Крістіна Букса Барбора Крейчикова Сорана Кирстя Унс Джабір     |
| 5 лютого  | Abu Dhabi Open Абу-Дабі, ОАЕ WTA 500 Тверде – $922,573 – 28S/24Q/16D Одиночний розряд – Парний розряд                                    | Софія Кенін Бетані Маттек-Сендс 6–4, 7–6(7–4) | Лінда Носкова Гезер Вотсон      | Людмила Самсонова Беатріс Аддад Мая      | Крістіна Букса Барбора Крейчикова Сорана Кирстя Унс Джабір     |
| 5 лютого  | Transylvania Open Клуж-Напока, Румунія WTA 250 Тверде (i) – $267,082 – 32S/24Q/16D Одиночний розряд – Парний розряд                      | Кароліна Плішкова 6–4, 6–3                    | Ана Богдан                      | Жаклін Крістіан Гаррієт Дарт             | Аранча Рус Анастасія Севастова Нурія Паррісас-Діас Сара Еррані |
| 5 лютого  | Transylvania Open Клуж-Напока, Румунія WTA 250 Тверде (i) – $267,082 – 32S/24Q/16D Одиночний розряд – Парний розряд                      | Кеті Макнеллі Ейжа Мугаммад 6–3, 6–4          | Гаррієт Дарт Тереза Михалкова   | Жаклін Крістіан Гаррієт Дарт             | Аранча Рус Анастасія Севастова Нурія Паррісас-Діас Сара Еррані |
| 12 лютого | Qatar Open Доха, Катар WTA 1000 Тверде – $3,211,715 – 56S/24Q/16D Одиночний розряд – Парний розряд                                       | Іга Свьонтек 7–6(10–8), 6–2                   | Олена Рибакіна                  | Кароліна Плішкова Анастасія Павлюченкова | Вікторія Азаренко Наомі Осака Лейла Фернандес Даніель Коллінз  |
| 12 лютого | Qatar Open Доха, Катар WTA 1000 Тверде – $3,211,715 – 56S/24Q/16D Одиночний розряд – Парний розряд                                       | Демі Схюрс Луїза Стефані 6–4, 6–2             | Каролін Доулгайд Дезіре Кравчик | Кароліна Плішкова Анастасія Павлюченкова | Вікторія Азаренко Наомі Осака Лейла Фернандес Даніель Коллінз  |
| 19 лютого | Dubai Tennis Championships Дубай, Об'єднані Арабські Емірати WTA 1000 Тверде – $3,211,715 – 56S/24Q/16D Одиночний розряд – Парний розряд | Жасмін Паоліні 4–6, 7–5, 7–5                  | Ганна Калінська                 | Іга Свьонтек Сорана Кирстя               | Чжен Ціньвень Корі Гофф Олена Рибакіна Маркета Вондроушова     |
| 19 лютого | Dubai Tennis Championships Дубай, Об'єднані Арабські Емірати WTA 1000 Тверде – $3,211,715 – 56S/24Q/16D Одиночний розряд – Парний розряд | Сторм Гантер Катержина Сінякова 6–4, 6–2      | Ніколь Меліхар Еллен Перес      | Іга Свьонтек Сорана Кирстя               | Чжен Ціньвень Корі Гофф Олена Рибакіна Маркета Вондроушова     |
| 26 лютого | San Diego Open Сан-Дієго, Сполучені Штати Америки WTA 500 Тверде – $922,573 – 28S/24Q/16D Одиночний розряд – Парний розряд               | Кеті Бултер 5–7, 6–2, 6–2                     | Марта Костюк                    | Джессіка Пегула Емма Наварро             | Анна Блинкова Анастасія Павлюченкова Дар'я Савілл Донна Векич  |
| 26 лютого | San Diego Open Сан-Дієго, Сполучені Штати Америки WTA 500 Тверде – $922,573 – 28S/24Q/16D Одиночний розряд – Парний розряд               | Ніколь Меліхар Еллен Перес 6–1, 6–2           | Дезіре Кравчик Джессіка Пегула  | Джессіка Пегула Емма Наварро             | Анна Блинкова Анастасія Павлюченкова Дар'я Савілл Донна Векич  |
| 26 лютого | ATX Open Остін, Сполучені Штати Америки WTA 250 Тверде – $267,082 – 32S/24Q/16D Одиночний розряд – Парний розряд                         | Юань Юе 6–4, 7–6(7–4)                         | Ван Сю                          | Ангеліна Калініна Анна Кароліна Шмідлова | Діан Паррі Даніель Коллінз Ван Яфань Анастасія Севастова       |
| 26 лютого | ATX Open Остін, Сполучені Штати Америки WTA 250 Тверде – $267,082 – 32S/24Q/16D Одиночний розряд – Парний розряд                         | Olivia Gadecki Олівія Ніколлс 6–2, 6–4        | Катажина Кава Бібіана Схофс     | Ангеліна Калініна Анна Кароліна Шмідлова | Діан Паррі Даніель Коллінз Ван Яфань Анастасія Севастова       |

### Березень
| Тиждень               | Турнір | Чемпіонка                                             | Фіналістка                        | Півфіналістки                           | Чвертьфіналістки                                            |
| --------------------- | --- | ----------------------------------------------------- | --------------------------------- | --------------------------------------- | ----------------------------------------------------------- |
| 4 березня 11 березня  | Indian Wells Open Індіан-Веллс, США WTA 1000 Тверде – $9,258,080 – 96S/48Q/32D Одиночний розряд – Парний розряд – Мікст | Іга Свьонтек 6–4, 6–0                                 | Марія Саккарі                     | Марта Костюк Корі Гофф                  | Каролін Возняцкі Анастасія Потапова Юань Юе Емма Наварро    |
| 4 березня 11 березня  | Indian Wells Open Індіан-Веллс, США WTA 1000 Тверде – $9,258,080 – 96S/48Q/32D Одиночний розряд – Парний розряд – Мікст | Сє Шувей Елісе Мертенс 6–3, 6–4                       | Сторм Гантер Катержина Сінякова   | Марта Костюк Корі Гофф                  | Каролін Возняцкі Анастасія Потапова Юань Юе Емма Наварро    |
| 4 березня 11 березня  | Indian Wells Open Індіан-Веллс, США WTA 1000 Тверде – $9,258,080 – 96S/48Q/32D Одиночний розряд – Парний розряд – Мікст | Сторм Гантер Меттью Ебден 6–3, 6–3                    | Каролін Гарсія Едуар Роже-Васслен | Марта Костюк Корі Гофф                  | Каролін Возняцкі Анастасія Потапова Юань Юе Емма Наварро    |
| 18 березня 25 березня | Miami Open Маямі-Гарденс, США WTA 1000 Тверде – $8,770,480 – 96S/48Q/32D Одиночний розряд – Парний розряд               | Даніель Коллінз 7–5, 6–3                              | Олена Рибакіна                    | Катерина Олександрова Вікторія Азаренко | Джессіка Пегула Каролін Гарсія Марія Саккарі Юлія Путінцева |
| 18 березня 25 березня | Miami Open Маямі-Гарденс, США WTA 1000 Тверде – $8,770,480 – 96S/48Q/32D Одиночний розряд – Парний розряд               | Софія Кенін Бетані Маттек-Сендс 4–6, 7–6(7–5), [11–9] | Габріела Дабровскі Ерін Рутліфф   | Катерина Олександрова Вікторія Азаренко | Джессіка Пегула Каролін Гарсія Марія Саккарі Юлія Путінцева |

### Квітень
| Тиждень             | Турнір | Чемпіонка | Фіналістка                                                                                       | Півфіналістки                    | Чвертьфіналістки                                                     |
| ------------------- | --- | --- | ------------------------------------------------------------------------------------------------ | -------------------------------- | -------------------------------------------------------------------- |
| 1 квітня            | Charleston Open Чарлстон, США WTA 500 Ґрунт (green) – $922,573 – 48S/24Q/16D Одиночний розряд – Парний розряд  | Даніель Коллінз 6–2, 6–1 | Дарія Касаткіна                                                                                  | Джессіка Пегула Марія Саккарі    | Вікторія Азаренко Жаклін Крістіан Вероніка Кудерметова Елісе Мертенс |
| 1 квітня            | Charleston Open Чарлстон, США WTA 500 Ґрунт (green) – $922,573 – 48S/24Q/16D Одиночний розряд – Парний розряд  | Ешлін Крюгер Слоун Стівенс 1–6, 6–3, [10–7] | Людмила Кіченок Надія Кіченок                                                                    | Джессіка Пегула Марія Саккарі    | Вікторія Азаренко Жаклін Крістіан Вероніка Кудерметова Елісе Мертенс |
| 1 квітня            | Copa Colsanitas Богота, Колумбія WTA 250 Ґрунт – $267,082 – 32S/24Q/16D Одиночний розряд – Парний розряд       | Каміла Осоріо 6–3, 7–6(7–5) | Маріє Боузкова                                                                                   | Камілла Рахімова Сара Еррані     | Лаура Зігемунд Крістіна Букса Ірина Бара Татьяна Марія               |
| 1 квітня            | Copa Colsanitas Богота, Колумбія WTA 250 Ґрунт – $267,082 – 32S/24Q/16D Одиночний розряд – Парний розряд       | Крістіна Букса Камілла Рахімова 7–6(7–5), 3–6, [10–8] | Бондар Анна Ірина Хромачова                                                                      | Камілла Рахімова Сара Еррані     | Лаура Зігемунд Крістіна Букса Ірина Бара Татьяна Марія               |
| 8 квітня            | Кубок Біллі Джин Кінг, кваліфікація                                                                            | Переможці · Австралія, 4–0 · Польща, 4–0 · Велика Британія, 3–1 · Сполучені Штати Америки, 4–0 · Японія, 3–1 · Німеччина, 3–1 · Словаччина, 4–0 · Румунія, 3–2 | Переможені · Мексика · Швейцарія · Франція · Бельгія · Казахстан · Бразилія · Словенія · Україна |                                  |                                                                      |
| 15 квітня           | Stuttgart Open Штутгарт, Німеччина WTA 500 Ґрунт (i) – $922,573 – 28S/16Q/16D Одиночний розряд – Парний розряд | Олена Рибакіна 6–2, 6–2 | Марта Костюк                                                                                     | Іга Свьонтек Маркета Вондроушова | Емма Радукану Жасмін Паоліні Корі Гофф Аріна Соболенко               |
| 15 квітня           | Stuttgart Open Штутгарт, Німеччина WTA 500 Ґрунт (i) – $922,573 – 28S/16Q/16D Одиночний розряд – Парний розряд | Чжань Хаоцін Вероніка Кудерметова 4–6, 6–3, [10–2] | Ульрікке Ейкері Інгрід Ніл                                                                       | Іга Свьонтек Маркета Вондроушова | Емма Радукану Жасмін Паоліні Корі Гофф Аріна Соболенко               |
| 15 квітня           | Open de Rouen Руан, Франція WTA 250 Ґрунт (i) – $267,082 – 32S/16Q/16D Одиночний розряд – Парний розряд        | Слоун Стівенс 6–1, 2–6, 6–2 | Магда Лінетт                                                                                     | Ангеліна Калініна Каролін Гарсія | Аранча Рус Мірра Андрєєва Юань Юе Елена-Габрієла Русе                |
| 15 квітня           | Open de Rouen Руан, Франція WTA 250 Ґрунт (i) – $267,082 – 32S/16Q/16D Одиночний розряд – Парний розряд        | Тімеа Бабош Ірина Хромачова 6–3, 6–4 | Нейкта Бейнз Maia Lumsden                                                                        | Ангеліна Калініна Каролін Гарсія | Аранча Рус Мірра Андрєєва Юань Юе Елена-Габрієла Русе                |
| 22 квітня 29 квітня | Madrid Open Мадрид, Іспанія WTA 1000 Ґрунт – $8,770,480 – 96S/32Q/32D Одиночний розряд – Парний розряд         | Іга Свьонтек 7–5, 4–6, 7–6(9–7) | Аріна Соболенко                                                                                  | Медісон Кіз Олена Рибакіна       | Беатріс Аддад Мая Унс Джабір Юлія Путінцева Мірра Андрєєва           |
| 22 квітня 29 квітня | Madrid Open Мадрид, Іспанія WTA 1000 Ґрунт – $8,770,480 – 96S/32Q/32D Одиночний розряд – Парний розряд         | Крістіна Букша Сара Соррібес Тормо 6–0, 6–2 | Барбора Крейчикова Лаура Зігемунд                                                                | Медісон Кіз Олена Рибакіна       | Беатріс Аддад Мая Унс Джабір Юлія Путінцева Мірра Андрєєва           |

### Травень
| Тиждень            | Турнір | Чемпіонка                                        | Фіналістка                     | Півфіналістки                       | Чвертьфіналістки                                                         |
| ------------------ | --- | ------------------------------------------------ | ------------------------------ | ----------------------------------- | ------------------------------------------------------------------------ |
| 6 травня 13 травня | Italian Open Рим, Італія WTA 1000 Ґрунт – $5,509,771 – 96S/32Q/32D Одиночний розряд – Парний розряд                                        | Іга Свйонтек 6–2, 6–3                            | Аріна Соболенко                | Корі Гофф Даніель Коллінз           | Медісон Кіз Чжен Ціньвень Вікторія Азаренко Олена Остапенко              |
| 6 травня 13 травня | Italian Open Рим, Італія WTA 1000 Ґрунт – $5,509,771 – 96S/32Q/32D Одиночний розряд – Парний розряд                                        | Сара Еррані Жасмін Паоліні 6–3, 4–6, [10–8]      | Корі Гофф Ерін Рутліфф         | Корі Гофф Даніель Коллінз           | Медісон Кіз Чжен Ціньвень Вікторія Азаренко Олена Остапенко              |
| 20 травня          | Internationaux de Strasbourg Страсбург, Франція WTA 500 Ґрунт – $922,573 – 28S/16Q/16D Одиночний розряд – Парний розряд                    | Медісон Кіз 6–1, 6–2                             | Даніель Коллінз                | Ангеліна Калініна Людмила Самсонова | Маркета Вондроушова Клара Бурель Магда Лінетт Беатріс Аддад Мая          |
| 20 травня          | Internationaux de Strasbourg Страсбург, Франція WTA 500 Ґрунт – $922,573 – 28S/16Q/16D Одиночний розряд – Парний розряд                    | Крістіна Букша Моніка Нікулеску 3–6, 6–4, [10–6] | Ейжа Мугаммад Алділа Сутдж'яді | Ангеліна Калініна Людмила Самсонова | Маркета Вондроушова Клара Бурель Магда Лінетт Беатріс Аддад Мая          |
| 20 травня          | Morocco Open Рабат, Марокко WTA 250 Ґрунт – $267,082 – 32S/16Q/16D Одиночний розряд – Парний розряд                                        | Пейтон Стернз 6–2, 6–1                           | Маяр Шеріф                     | Камілла Рахімова Вікторія Томова    | Елізабетта Коччаретто Сара Соррібес Тормо Лучія Бронцетті Лаура Зігемунд |
| 20 травня          | Morocco Open Рабат, Марокко WTA 250 Ґрунт – $267,082 – 32S/16Q/16D Одиночний розряд – Парний розряд                                        | Ірина Хромачова Яна Сізікова 6–3, 6–2            | Анна Даніліна Сюй Їфань        | Камілла Рахімова Вікторія Томова    | Елізабетта Коччаретто Сара Соррібес Тормо Лучія Бронцетті Лаура Зігемунд |
| 27 травня 3 червня | Відкритий чемпіонат Франції з тенісу Париж, Франція Grand Slam Ґрунт – €24,961,000 – 128S/64D/32X Одиночний розряд – Парний розряд – Мікст | Іга Свйонтек 6–2, 6–1                            | Жасмін Паоліні                 | Корі Гофф Мірра Андрєєва            | Маркета Вондроушова Унс Джабір Олена Рибакіна Аріна Соболенко            |
| 27 травня 3 червня | Відкритий чемпіонат Франції з тенісу Париж, Франція Grand Slam Ґрунт – €24,961,000 – 128S/64D/32X Одиночний розряд – Парний розряд – Мікст | Корі Гофф Катержина Сінякова 7–6(7–5), 6–3       | Сара Еррані Жасмін Паоліні     | Корі Гофф Мірра Андрєєва            | Маркета Вондроушова Унс Джабір Олена Рибакіна Аріна Соболенко            |
| 27 травня 3 червня | Відкритий чемпіонат Франції з тенісу Париж, Франція Grand Slam Ґрунт – €24,961,000 – 128S/64D/32X Одиночний розряд – Парний розряд – Мікст | Лаура Зігемунд Едуар Роже-Васслен 7–6(7–5), 6–3  | Дезіре Кравчик Ніл Скупскі     | Корі Гофф Мірра Андрєєва            | Маркета Вондроушова Унс Джабір Олена Рибакіна Аріна Соболенко            |

### Червень
| Тиждень   | Турнір | Чемпіонка                                             | Фіналістка                        | Півфіналістки                            | Чвертьфіналістки                                                  |
| --------- | --- | ----------------------------------------------------- | --------------------------------- | ---------------------------------------- | ----------------------------------------------------------------- |
| 10 червня | Libéma Open Росмален, Нідерланди WTA 250 Трава – $267,082 – 32S/24Q/16D Одиночний розряд – Парний розряд                  | Людмила Самсонова 4–6, 6–3, 7–5                       | Б'янка Андреєску                  | Дальма Гальфі Катерина Олександрова      | Александра Крунич Наомі Осака Робін Монтгомері Грет Міннен        |
| 10 червня | Libéma Open Росмален, Нідерланди WTA 250 Трава – $267,082 – 32S/24Q/16D Одиночний розряд – Парний розряд                  | Інгрід Ніл Бібіана Схофс 7–6(8–6), 6–3                | Тереза Михалкова Олівія Ніколлс   | Дальма Гальфі Катерина Олександрова      | Александра Крунич Наомі Осака Робін Монтгомері Грет Міннен        |
| 10 червня | Nottingham Open Ноттінгем, Велика Британія WTA 250 Трава – $267,082 – 32S/24Q/16D Одиночний розряд – Парний розряд        | Кеті Бултер 4–6, 6–3, 6–2                             | Кароліна Плішкова                 | Діан Паррі Емма Радукану                 | Унс Джабір Кімберлі Біррелл Магдалена Френх Франческа Джонс       |
| 10 червня | Nottingham Open Ноттінгем, Велика Британія WTA 250 Трава – $267,082 – 32S/24Q/16D Одиночний розряд – Парний розряд        | Габріела Дабровскі Ерін Рутліфф 5–7, 6–3, [11–9]      | Гаррієт Дарт Діан Паррі           | Діан Паррі Емма Радукану                 | Унс Джабір Кімберлі Біррелл Магдалена Френх Франческа Джонс       |
| 17 червня | Berlin Ladies Open Берлін, Німеччина WTA 500 Трава – €802,237 – 28S/24Q/16D Одиночний розряд – Парний розряд              | Джессіка Пегула 6–7(0–7), 6–4, 7–6(7–3)               | Ганна Калінська                   | Корі Гофф Вікторія Азаренко              | Унс Джабір Катержина Сінякова Олена Рибакіна Аріна Соболенко      |
| 17 червня | Berlin Ladies Open Берлін, Німеччина WTA 500 Трава – €802,237 – 28S/24Q/16D Одиночний розряд – Парний розряд              | Ван Сіньюй Чжен Сайсай 6–2, 7–5                       | Чжань Хаоцін Вероніка Кудерметова | Корі Гофф Вікторія Азаренко              | Унс Джабір Катержина Сінякова Олена Рибакіна Аріна Соболенко      |
| 17 червня | Birmingham Classic Бірмінгем, Велика Британія WTA 250 Трава – $267,082 – 32S/24Q/16D Одиночний розряд – Парний розряд     | Юлія Путінцева 6–1, 7–6(10–8)                         | Айла Том'янович                   | Елізабетта Коччаретто Анастасія Потапова | Діана Шнайдер Каролін Доулгайд Лейла Фернандес Барбора Крейчикова |
| 17 червня | Birmingham Classic Бірмінгем, Велика Британія WTA 250 Трава – $267,082 – 32S/24Q/16D Одиночний розряд – Парний розряд     | Сє Шувей Елісе Мертенс 6–1, 6–3                       | Като Мію Чжан Шуай                | Елізабетта Коччаретто Анастасія Потапова | Діана Шнайдер Каролін Доулгайд Лейла Фернандес Барбора Крейчикова |
| 24 червня | Eastbourne International Істборн, Велика Британія WTA 500 Трава – $922,573 – 28S/24Q/16D Одиночний розряд – Парний розряд | Дарія Касаткіна 6–3, 6–4                              | Лейла Фернандес                   | Медісон Кіз Жасмін Паоліні               | Гаррієт Дарт Кароліна Мухова Кеті Бултер Емма Радукану            |
| 24 червня | Eastbourne International Істборн, Велика Британія WTA 500 Трава – $922,573 – 28S/24Q/16D Одиночний розряд – Парний розряд | Людмила Кіченок Олена Остапенко 5–7, 7–6(7–2), [10–8] | Габріела Дабровскі Ерін Рутліфф   | Медісон Кіз Жасмін Паоліні               | Гаррієт Дарт Кароліна Мухова Кеті Бултер Емма Радукану            |
| 24 червня | Bad Homburg Open Бад-Гомбург, Німеччина WTA 500 Трава – €802,237 – 32S/8Q/16D Одиночний розряд – Парний розряд            | Діана Шнайдер 6–3, 2–6, 6–3                           | Донна Векич                       | Емма Наварро Вікторія Томова             | Паула Бадоса Каролін Возняцкі Анна Блинкова Катержина Сінякова    |
| 24 червня | Bad Homburg Open Бад-Гомбург, Німеччина WTA 500 Трава – €802,237 – 32S/8Q/16D Одиночний розряд – Парний розряд            | Ніколь Меліхар Еллен Перес 4–6, 6–3, [10–8]           | Чжань Хаоцін Вероніка Кудерметова | Емма Наварро Вікторія Томова             | Паула Бадоса Каролін Возняцкі Анна Блинкова Катержина Сінякова    |

### Липень
| Тиждень         | Турнір | Чемпіонка                                             | Фіналістка                                | Півфіналістки                                        | Чвертьфіналістки                                                  |
| --------------- | --- | ----------------------------------------------------- | ----------------------------------------- | ---------------------------------------------------- | ----------------------------------------------------------------- |
| 1 липня 8 липня | Вімблдонський турнір Лондон, Велика Британія Grand Slam Трава – $ – 128S/64D/32X Одиночний розряд – Парний розряд – Мікст | Барбора Крейчикова 6–2, 2–6, 6–4                      | Жасмін Паоліні                            | Олена Рибакіна Донна Векич                           | Олена Остапенко Еліна Світоліна Лулу Сун Емма Наварро             |
| 1 липня 8 липня | Вімблдонський турнір Лондон, Велика Британія Grand Slam Трава – $ – 128S/64D/32X Одиночний розряд – Парний розряд – Мікст | Катержина Сінякова Тейлор Таунсенд 7–6(7–5), 7–6(7–1) | Габріела Дабровскі Ерін Рутліфф           | Олена Рибакіна Донна Векич                           | Олена Остапенко Еліна Світоліна Лулу Сун Емма Наварро             |
| 1 липня 8 липня | Вімблдонський турнір Лондон, Велика Британія Grand Slam Трава – $ – 128S/64D/32X Одиночний розряд – Парний розряд – Мікст | Сє Шувей Ян Зелінський 7–6(7–5), 7–6(7–1)             | Джуліана Ольмос Сантьяго Гонсалес         | Олена Рибакіна Донна Векич                           | Олена Остапенко Еліна Світоліна Лулу Сун Емма Наварро             |
| 15 липня        | Palermo Ladies Open Палермо, Італія WTA 250 Ґрунт – $267,082 – 32S/24Q/16D Одиночний розряд – Парний розряд               | Чжен Ціньвень 6–4, 4–6, 6–2                           | Кароліна Мухова                           | Діан Паррі Ірина-Камелія Бегу                        | Жаклін Крістіан Хлое Паке Енн Лі Астра Шарма                      |
| 15 липня        | Palermo Ladies Open Палермо, Італія WTA 250 Ґрунт – $267,082 – 32S/24Q/16D Одиночний розряд – Парний розряд               | Олександра Панова Яна Сізікова 4–6, 6–3, [10–5]       | Івонне Кавальє Реймерс Aurora Zantedeschi | Діан Паррі Ірина-Камелія Бегу                        | Жаклін Крістіан Хлое Паке Енн Лі Астра Шарма                      |
| 15 липня        | Budapest Grand Prix Будапешт, Угорщина WTA 250 Ґрунт – $267,082 – 32S/24Q/16D Одиночний розряд – Парний розряд            | Діана Шнайдер 6–4, 6–4                                | Олександра Саснович                       | Єва Лис Анна Кароліна Шмідлова                       | Ella Seidel Ребекка Шрамкова Еліна Аванесян Suzan Lamens          |
| 15 липня        | Budapest Grand Prix Будапешт, Угорщина WTA 250 Ґрунт – $267,082 – 32S/24Q/16D Одиночний розряд – Парний розряд            | Катажина Пітер Фанні Штоллар 6–3, 3–6, [10–3]         | Анна Даніліна Ірина Хромачова             | Єва Лис Анна Кароліна Шмідлова                       | Ella Seidel Ребекка Шрамкова Еліна Аванесян Suzan Lamens          |
| 22 липня        | Iași Open Ясси, Румунія WTA 250 Ґрунт – $267,082 – 31S/24Q/16D Одиночний розряд – Парний розряд                           | Мірра Андрєєва 5–7, 7–5, 4–0 ret.                     | Еліна Аванесян                            | Ольга Данилович Хлое Паке                            | Леа Бошкович Бондар Анна Жаклін Крістіан Séléna Janicijevic       |
| 22 липня        | Iași Open Ясси, Румунія WTA 250 Ґрунт – $267,082 – 31S/24Q/16D Одиночний розряд – Парний розряд                           | Анна Даніліна Ірина Хромачова 6–4, 6–2                | Олександра Панова Яна Сізікова            | Ольга Данилович Хлое Паке                            | Леа Бошкович Бондар Анна Жаклін Крістіан Séléna Janicijevic       |
| 22 липня        | Prague Open Прага, Чехія WTA 250 Ґрунт – $267,082 – 32S/24Q/16D Одиночний розряд – Парний розряд                          | Магда Лінетт 6–2, 6–1                                 | Магдалена Френх                           | Лінда Носкова Laura Samson                           | Ella Seidel Вікторія Томова Ангеліна Калініна Оксана Селехметьєва |
| 22 липня        | Prague Open Прага, Чехія WTA 250 Ґрунт – $267,082 – 32S/24Q/16D Одиночний розряд – Парний розряд                          | Барбора Крейчикова Катержина Сінякова 6–3, 6–3        | Бетані Маттек-Сендс Луціє Шафарова        | Лінда Носкова Laura Samson                           | Ella Seidel Вікторія Томова Ангеліна Калініна Оксана Селехметьєва |
| 29 липня        | Теніс на літніх Олімпійських іграх Париж, Франція Ґрунт – $ – 64S/32D/16X Одиночний розряд – Парний розряд – Мікст        | Золото                                                | Срібло                                    | Бронза                                               | Четверте місце                                                    |
| 29 липня        | Теніс на літніх Олімпійських іграх Париж, Франція Ґрунт – $ – 64S/32D/16X Одиночний розряд – Парний розряд – Мікст        | Чжен Ціньвень 6–2, 6–3                                | Донна Векич                               | Іга Свьонтек 6–2, 6–1                                | Анна Кароліна Шмідлова                                            |
| 29 липня        | Теніс на літніх Олімпійських іграх Париж, Франція Ґрунт – $ – 64S/32D/16X Одиночний розряд – Парний розряд – Мікст        | Сара Еррані Жасмін Паоліні 2–6, 6–1, [10–7]           | Мірра Андрєєва Діана Шнайдер              | Крістіна Букша Сара Соррібес Тормо 6–2, 6–2          | Кароліна Мухова Лінда Носкова                                     |
| 29 липня        | Теніс на літніх Олімпійських іграх Париж, Франція Ґрунт – $ – 64S/32D/16X Одиночний розряд – Парний розряд – Мікст        | Катержина Сінякова Томаш Махач 6–2, 5–7, [10–8]       | Ван Сіньюй Чжан Чжичжень                  | Габріела Дабровскі Фелікс Оже-Аліассім 6–3, 7–6(7–2) | Демі Схюрс Веслі Колгоф                                           |
| 29 липня        | Washington Open Вашингтон, США WTA 500 Тверде – $922,573 – 28S/24Q/16D Одиночний розряд – Парний розряд                   | Паула Бадоса 6–1, 4–6, 6–4                            | Маріє Боузкова                            | Аріна Соболенко Каролін Доулгайд                     | Вікторія Азаренко Робін Монтгомері Емма Радукану Аманда Анісімова |
| 29 липня        | Washington Open Вашингтон, США WTA 500 Тверде – $922,573 – 28S/24Q/16D Одиночний розряд – Парний розряд                   | Ейжа Мугаммад Тейлор Таунсенд 7–6(7–0), 6–3           | Цзян Сіньюй Wu Fang-hsien                 | Аріна Соболенко Каролін Доулгайд                     | Вікторія Азаренко Робін Монтгомері Емма Радукану Аманда Анісімова |

### Серпень
| Тиждень          | Турнір | Чемпіонка                                             | Фіналістка                        | Півфіналістки                         | Чвертьфіналістки                                                        |
| ---------------- | --- | ----------------------------------------------------- | --------------------------------- | ------------------------------------- | ----------------------------------------------------------------------- |
| 5 серпня         | Мастерс Канада Торонто, Канада WTA 1000 Тверде – $3,211,715 – 56S/32Q/28D Одиночний розряд – Парний розряд                    | Джессіка Пегула 6–3, 2–6, 6–1                         | Аманда Анісімова                  | Діана Шнайдер Емма Наварро            | Людмила Самсонова Пейтон Стернз Тейлор Таунсенд Аріна Соболенко         |
| 5 серпня         | Мастерс Канада Торонто, Канада WTA 1000 Тверде – $3,211,715 – 56S/32Q/28D Одиночний розряд – Парний розряд                    | Каролін Доулгайд Дезіре Кравчик 7–6(7–2), 3–6, [10–7] | Габріела Дабровскі Ерін Рутліфф   | Діана Шнайдер Емма Наварро            | Людмила Самсонова Пейтон Стернз Тейлор Таунсенд Аріна Соболенко         |
| 12 серпня        | Cincinnati Open Мейсон, США WTA 1000 Тверде – $ – 56S/32Q/28D Одиночний розряд – Парний розряд                                | Аріна Соболенко 6–3, 7–5                              | Джессіка Пегула                   | Іга Свьонтек Паула Бадоса             | Мірра Андрєєва Людмила Самсонова Лейла Фернандес Анастасія Павлюченкова |
| 12 серпня        | Cincinnati Open Мейсон, США WTA 1000 Тверде – $ – 56S/32Q/28D Одиночний розряд – Парний розряд                                | Ейжа Мугаммад Ерін Рутліфф 3–6, 6–1, [10–4]           | Лейла Фернандес Юлія Путінцева    | Іга Свьонтек Паула Бадоса             | Мірра Андрєєва Людмила Самсонова Лейла Фернандес Анастасія Павлюченкова |
| 19 серпня        | Monterrey Open Монтеррей, Мексика WTA 500 Тверде – $922,573 – 28S/24Q/16D Одиночний розряд - Парний розряд                    | Лінда Носкова 7–6(8–6), 6–4                           | Лулу Сун                          | Катерина Олександрова Емма Наварро    | Erika Andreeva Юань Юе Еліна Світоліна Магдалена Френх                  |
| 19 серпня        | Monterrey Open Монтеррей, Мексика WTA 500 Тверде – $922,573 – 28S/24Q/16D Одиночний розряд - Парний розряд                    | Ґо Ханю Моніка Нікулеску 3–6, 6–3, [10–4]             | Джуліана Ольмос Олександра Панова | Катерина Олександрова Емма Наварро    | Erika Andreeva Юань Юе Еліна Світоліна Магдалена Френх                  |
| 19 серпня        | Tennis in the Land Клівленд, Сполучені Штати Америки WTA 250 Тверде – $267,082 – 32S/24Q/16D Одиночний розряд – Парний розряд | Маккартні Кесслер 1–6, 6–1, 7–5                       | Беатріс Аддад Мая                 | Катержина Сінякова Анастасія Потапова | Клара Бурель Пейтон Стернз Аранча Рус Ана Богдан                        |
| 19 серпня        | Tennis in the Land Клівленд, Сполучені Штати Америки WTA 250 Тверде – $267,082 – 32S/24Q/16D Одиночний розряд – Парний розряд | Крістіна Букша Сюй Їфань 3–6, 6–3, [10–6]             | Аояма Сюко Ходзумі Ері            | Катержина Сінякова Анастасія Потапова | Клара Бурель Пейтон Стернз Аранча Рус Ана Богдан                        |
| 26 серпня Sept 2 | Відкритий чемпіонат США з тенісу Нью-Йорк, США Grand Slam Тверде – $ – 128S/64D/32X Одиночний розряд – Парний розряд – Мікст  | Аріна Соболенко 7–5, 7–5                              | Джессіка Пегула                   | Кароліна Мухова Емма Наварро          | Іга Свйонтек Беатріс Аддад Мая Паула Бадоса Чжен Ціньвень               |
| 26 серпня Sept 2 | Відкритий чемпіонат США з тенісу Нью-Йорк, США Grand Slam Тверде – $ – 128S/64D/32X Одиночний розряд – Парний розряд – Мікст  | Людмила Кіченок Олена Остапенко 6–4, 6–3              | Крістіна Младенович Чжан Шуай     | Кароліна Мухова Емма Наварро          | Іга Свйонтек Беатріс Аддад Мая Паула Бадоса Чжен Ціньвень               |
| 26 серпня Sept 2 | Відкритий чемпіонат США з тенісу Нью-Йорк, США Grand Slam Тверде – $ – 128S/64D/32X Одиночний розряд – Парний розряд – Мікст  | Сара Еррані Андреа Вавассорі 6–4, 6–3                 | Тейлор Таунсенд Доналд Янг        | Кароліна Мухова Емма Наварро          | Іга Свйонтек Беатріс Аддад Мая Паула Бадоса Чжен Ціньвень               |

### Вересень
| Тиждень               | Турнір | Чемпіонка                                      | Фіналістка                          | Півфіналістки                      | Чвертьфіналістки                                                  |
| --------------------- | --- | ---------------------------------------------- | ----------------------------------- | ---------------------------------- | ----------------------------------------------------------------- |
| 9 вересня             | Guadalajara Open Гвадалахара, Мексика WTA 500 Тверде – $922,573 – 28S/24Q/16D Одиночний розряд – Парний розряд    | Магдалена Френх 7–6(7–5), 6–4                  | Olivia Gadecki                      | Каролін Гарсія Каміла Осоріо       | Marina Stakusic Маріє Боузкова Камілла Рахімова Мартіна Тревізан  |
| 9 вересня             | Guadalajara Open Гвадалахара, Мексика WTA 500 Тверде – $922,573 – 28S/24Q/16D Одиночний розряд – Парний розряд    | Анна Даніліна Ірина Хромачова 2–6, 7–5, [10–7] | Оксана Калашникова Камілла Рахімова | Каролін Гарсія Каміла Осоріо       | Marina Stakusic Маріє Боузкова Камілла Рахімова Мартіна Тревізан  |
| 9 вересня             | Jasmin Open Монастір, Туніс WTA 250 Тверде – $267,082 – 32S/24Q/16D Одиночний розряд – Парний розряд              | Сонай Картал 6–3, 7–5                          | Ребекка Шрамкова                    | Єва Лис Лучія Бронцетті            | Zeynep Sönmez Юлія Стародубцева Antonia Ružić Сара Соррібес Тормо |
| 9 вересня             | Jasmin Open Монастір, Туніс WTA 250 Тверде – $267,082 – 32S/24Q/16D Одиночний розряд – Парний розряд              | Анна Блинкова Маяр Шеріф 2–6, 6–1, [10–8]      | Аліна Корнеєва Anastasia Zakharova  | Єва Лис Лучія Бронцетті            | Zeynep Sönmez Юлія Стародубцева Antonia Ružić Сара Соррібес Тормо |
| 16 вересня            | Korea Open Сеул, Південна Корея WTA 500 Тверде – $ – 28S/24Q/16D Одиночний розряд – Парний розряд                 | Беатріс Аддад Мая 1–6, 6–4, 6–1                | Дарія Касаткіна                     | Діана Шнайдер Вероніка Кудерметова | Емма Радукану Марта Костюк Поліна Кудерметова Вікторія Томова     |
| 16 вересня            | Korea Open Сеул, Південна Корея WTA 500 Тверде – $ – 28S/24Q/16D Одиночний розряд – Парний розряд                 | Ніколь Меліхар Людмила Самсонова 6–1, 6–0      | Като Мію Чжан Шуай                  | Діана Шнайдер Вероніка Кудерметова | Емма Радукану Марта Костюк Поліна Кудерметова Вікторія Томова     |
| 16 вересня            | Thailand Open 2 Хуахін, Таїланд WTA 250 Тверде – $ – 32S/24Q/16D Одиночний розряд – Парний розряд                 | Ребекка Шрамкова 6–4, 6–4                      | Лаура Зігемунд                      | Arianne Hartono Тамара Зіданшек    | Маї Гонтама Ребека Масарова Яна Фетт Надія Подороська             |
| 16 вересня            | Thailand Open 2 Хуахін, Таїланд WTA 250 Тверде – $ – 32S/24Q/16D Одиночний розряд – Парний розряд                 | Анна Даніліна Ірина Хромачова 6–4, 7–5         | Eudice Chong Моюка Утідзіма         | Arianne Hartono Тамара Зіданшек    | Маї Гонтама Ребека Масарова Яна Фетт Надія Подороська             |
| 23 вересня 30 вересня | China Open Пекін, Китайська Народна Республіка WTA 1000 Тверде – $ – 96S/48Q/32D Одиночний розряд – Парний розряд | Корі Гофф 6–1, 6–3                             | Кароліна Мухова                     | Чжен Ціньвень Паула Бадоса         | Аріна Соболенко Мірра Андрєєва Юлія Стародубцева Чжан Шуай        |
| 23 вересня 30 вересня | China Open Пекін, Китайська Народна Республіка WTA 1000 Тверде – $ – 96S/48Q/32D Одиночний розряд – Парний розряд | Сара Еррані Жасмін Паоліні 6–4, 6–4            | Чжань Хаоцін Вероніка Кудерметова   | Чжен Ціньвень Паула Бадоса         | Аріна Соболенко Мірра Андрєєва Юлія Стародубцева Чжан Шуай        |

### Жовтень
| Тиждень   | Турнір | Чемпіонка                                       | Фіналістка                      | Півфіналістки                      | Чвертьфіналістки                                                    |
| --------- | --- | ----------------------------------------------- | ------------------------------- | ---------------------------------- | ------------------------------------------------------------------- |
| 7 жовтня  | Wuhan Open Ухань, Китайська Народна Республіка WTA 1000 Тверде – $ – 56S/32Q/28D Одиночний розряд – Парний розряд             | Аріна Соболенко 6–3, 5–7, 6–3                   | Чжен Ціньвень                   | Корі Гофф Ван Сіньюй               | Магдалена Френх Магда Лінетт Жасмін Паоліні Катерина Олександрова   |
| 7 жовтня  | Wuhan Open Ухань, Китайська Народна Республіка WTA 1000 Тверде – $ – 56S/32Q/28D Одиночний розряд – Парний розряд             | Анна Даніліна Ірина Хромачова 6–3, 7–6(8–6)     | Ейжа Мугаммад Джессіка Пегула   | Корі Гофф Ван Сіньюй               | Магдалена Френх Магда Лінетт Жасмін Паоліні Катерина Олександрова   |
| 14 жовтня | Ningbo Open Нінбо, Китайська Народна Республіка WTA 500 Тверде – $922,573 – 28S/24Q/16D Одиночний розряд – Парний розряд      | Дарія Касаткіна 6–0, 4–6, 6–4                   | Мірра Андрєєва                  | Паула Бадоса Кароліна Мухова       | Беатріс Аддад Мая Юлія Путінцева Барбора Крейчикова Ганна Калінська |
| 14 жовтня | Ningbo Open Нінбо, Китайська Народна Республіка WTA 500 Тверде – $922,573 – 28S/24Q/16D Одиночний розряд – Парний розряд      | Демі Схюрс Юань Юе 6–3, 6–3                     | Ніколь Меліхар Еллен Перес      | Паула Бадоса Кароліна Мухова       | Беатріс Аддад Мая Юлія Путінцева Барбора Крейчикова Ганна Калінська |
| 14 жовтня | Japan Open Осака, Японія WTA 250 Тверде – $267,080 – 32S/24Q/16D Одиночний розряд – Парний розряд                             | Сюзан Ламенс 6–0, 6–4                           | Кімберлі Біррелл                | Aoi Ito Діан Паррі                 | Єва Лис Sara Saito Ана Богдан Клара Таусон                          |
| 14 жовтня | Japan Open Осака, Японія WTA 250 Тверде – $267,080 – 32S/24Q/16D Одиночний розряд – Парний розряд                             | Ена Сібахара Лаура Зігемунд 3–6, 6–2, [10–2]    | Крістіна Букша Моніка Нікулеску | Aoi Ito Діан Паррі                 | Єва Лис Sara Saito Ана Богдан Клара Таусон                          |
| 21 жовтня | Pan Pacific Open Токіо, Японія WTA 500 Тверде – $ – 32S/24Q/16D Одиночний розряд – Парний розряд                              | Чжен Ціньвень 7–6(7–5), 6–3                     | Софія Кенін                     | Діана Шнайдер Кеті Бултер          | Лейла Фернандес Sayaka Ishii Дарія Касаткіна Б'янка Андреєску       |
| 21 жовтня | Pan Pacific Open Токіо, Японія WTA 500 Тверде – $ – 32S/24Q/16D Одиночний розряд – Парний розряд                              | Аояма Сюко Ходзумі Ері 6–4, 7–6(7–3)            | Ена Сібахара Лаура Зігемунд     | Діана Шнайдер Кеті Бултер          | Лейла Фернандес Sayaka Ishii Дарія Касаткіна Б'янка Андреєску       |
| 21 жовтня | Guangzhou Open Гуанчжоу, Китайська Народна Республіка WTA 250 Тверде – $ – 32S/24Q/16D Одиночний розряд – Парний розряд       | Ольга Данилович 6–3, 6–1                        | Керолайн Долегайд               | Катержина Сінякова Лучія Бронцетті | Бернарда Пера Mananchaya Sawangkaew Ван Сю Jéssica Bouzas Maneiro   |
| 21 жовтня | Guangzhou Open Гуанчжоу, Китайська Народна Республіка WTA 250 Тверде – $ – 32S/24Q/16D Одиночний розряд – Парний розряд       | Катержина Сінякова Чжан Шуай 6–4, 6–1           | Катажина Пітер Фанні Штоллар    | Катержина Сінякова Лучія Бронцетті | Бернарда Пера Mananchaya Sawangkaew Ван Сю Jéssica Bouzas Maneiro   |
| 28 жовтня | Jiangxi Open Цзюцзян, Китайська Народна Республіка WTA 250 Тверде – $267,082 – 32S/16Q/16D Одиночний розряд – Парний розряд   | Вікторія Голубич 6–3, 7–5                       | Ребекка Шрамкова                | Маріє Боузкова Лаура Зігемунд      | Камілла Рахімова Аранча Рус Mananchaya Sawangkaew Мартіна Тревізан  |
| 28 жовтня | Jiangxi Open Цзюцзян, Китайська Народна Республіка WTA 250 Тверде – $267,082 – 32S/16Q/16D Одиночний розряд – Парний розряд   | Ґо Ханю Моюка Утідзіма 7–6(7–5), 7–5            | Катажина Пітер Фанні Штоллар    | Маріє Боузкова Лаура Зігемунд      | Камілла Рахімова Аранча Рус Mananchaya Sawangkaew Мартіна Тревізан  |
| 28 жовтня | Mérida Open Мерида, Мексика WTA 250 Тверде – $267,082 – 32S/16Q/14D Одиночний розряд – Парний розряд                          | Зейнеп Сонмез 6–2, 6–1                          | Енн Лі                          | Аліна Корнеєва Поліна Кудерметова  | Рената Сарасуа Сара Соррібес Тормо Джил Тайхманн Ніна Стоянович     |
| 28 жовтня | Mérida Open Мерида, Мексика WTA 250 Тверде – $267,082 – 32S/16Q/14D Одиночний розряд – Парний розряд                          | Квінн Глісон Інгрід Мартінс 6–4, 6–4            | Маґалі Кемпен Lara Salden       | Аліна Корнеєва Поліна Кудерметова  | Рената Сарасуа Сара Соррібес Тормо Джил Тайхманн Ніна Стоянович     |
| 28 жовтня | Hong Kong Open Гонконг, Китайська Народна Республіка WTA 250 Тверде – $267,082 – 32S/24Q/16D Одиночний розряд – Парний розряд | Діана Шнайдер 6–1, 6–2                          | Кеті Бултер                     | Лейла Фернандес Юань Юе            | Сюзан Ламенс Бернарда Пера Софія Кенін Anastasia Zakharova          |
| 28 жовтня | Hong Kong Open Гонконг, Китайська Народна Республіка WTA 250 Тверде – $267,082 – 32S/24Q/16D Одиночний розряд – Парний розряд | Ульрікке Ейкері Ніномія Макото 6–4, 4–6, [11–9] | Аояма Сюко Ходзумі Ері          | Лейла Фернандес Юань Юе            | Сюзан Ламенс Бернарда Пера Софія Кенін Anastasia Zakharova          |

### Листопад
| Тиждень      | Турнір | Чемпіонка                                | Фіналістка                         | Півфіналістки                      | Чвертьфіналістки                                                                       |
| ------------ | --- | ---------------------------------------- | ---------------------------------- | ---------------------------------- | -------------------------------------------------------------------------------------- |
| 4 листопада  | WTA Finals Ер-Ріяд, Саудівська Аравія Рік-end championships Тверде (i) – $15,250,000 – 8S/8D Одиночний розряд – Парний розряд | Корі Гофф 3–6, 6–4, 7–6(7–2)             | Чжен Ціньвень                      | Аріна Соболенко Барбора Крейчикова | Раунд robin Жасмін Паоліні Олена Рибакіна Іга Свьонтек Дарія Касаткіна Джессіка Пегула |
| 4 листопада  | WTA Finals Ер-Ріяд, Саудівська Аравія Рік-end championships Тверде (i) – $15,250,000 – 8S/8D Одиночний розряд – Парний розряд | Габріела Дабровскі Ерін Рутліфф 7–5, 6–3 | Катержина Сінякова Тейлор Таунсенд | Аріна Соболенко Барбора Крейчикова | Раунд robin Жасмін Паоліні Олена Рибакіна Іга Свьонтек Дарія Касаткіна Джессіка Пегула |
| 11 листопада | Billie Jean King Cup Finals Севілья, Іспанія Тверде (i) – 12 teams                                                            | vs.                                      | vs.                                |                                    |                                                                                        |

## Статистична інформація
У таблицях вказано кількість виграних турнірів кожною окремою тенісисткою та представницями окремихих країн. Враховані одиночні (S), парні (D) та змішані (X) титули на турнірах усіх рівнів: Великий шолом, тенісний турнір на Олімпійських іграх, чемпіонат закінчення сезону (Чемпіонат Туру WTA), Турніри WTA Premier (WTA 1000 and WTA 500), а також Турніри WTA International.
Гравчинь і країни розподілено за такими показниками:
1. Загальна кількість титулів (титул в парному розряді, виграний двома тенісистками, які представляють одну й ту саму країну, зараховано як лише один виграш для країни);
2. Сумарна цінність усіх виграних титулів (одна перемога на турнірі Великого шолома, дорівнює двом перемогам на турнірі WTA 1000, одна перемога на чемпіонаті закінчення сезону дорівнює півтора перемогам на WTA 1000, одна перемога на WTA 1000 дорівнює двом перемогам на WTA 500, одна перемога на WTA 500 дорівнює двом перемогам на WTA 250);
3. Ієрархія розрядів: одиночний > парний > змішаний;

### Легенда
| Турніри Великого шолома      |
| Олімпійські Ігри             |
| Чемпіонати закінчення сезону |
| WTA 1000                     |
| WTA 500                      |
| WTA 250                      |

### Титули тенісисток
| Всього | Тенісистка                | Великий шолом | Великий шолом | Великий шолом | Олімпійські Ігри | Олімпійські Ігри | Олімпійські Ігри | Фінал WTA | Фінал WTA | WTA 1000 | WTA 1000 | WTA 500 | WTA 500 | WTA 250 | WTA 250 | Всього | Всього | Всього |
| Всього | Тенісистка                | S             | D             | X             | S                | D                | X                | S         | D         | S        | D        | S       | D       | S       | D       | S      | D      | X      |
| ------ | ------------------------- | ------------- | ------------- | ------------- | ---------------- | ---------------- | ---------------- | --------- | --------- | -------- | -------- | ------- | ------- | ------- | ------- | ------ | ------ | ------ |
| 6      | Катержина Сінякова (CZE)  |               | ●             |               |                  |                  | ●                |           |           |          | ●        |         |         |         | ●       | 0      | 5      | 1      |
| 6      | Ірина Хромачова           |               |               |               |                  |                  |                  |           |           |          | ●        |         | ●       |         | ●       | 0      | 6      | 0      |
| 5      | Сє Шувей (TPE)            |               | ●             | ●             |                  |                  |                  |           |           |          | ●        |         |         |         | ●       | 0      | 3      | 2      |
| 5      | Сара Еррані (ITA)         |               |               | ●             |                  | ●                |                  |           |           |          | ●        |         | ●       |         |         | 0      | 4      | 1      |
| 5      | Іга Свьонтек (POL)        | ●             |               |               |                  |                  |                  |           |           | ●        |          |         |         |         |         | 5      | 0      | 0      |
| 5      | Жасмін Паоліні (ITA)      |               |               |               |                  | ●                |                  |           |           | ●        | ●        |         | ●       |         |         | 1      | 4      | 0      |
| 5      | Олена Остапенко (LAT)     |               | ●             |               |                  |                  |                  |           |           |          |          | ●       | ●       |         |         | 2      | 3      | 0      |
| 5      | Анна Даніліна (KAZ)       |               |               |               |                  |                  |                  |           |           |          | ●        |         | ●       |         | ●       | 0      | 5      | 0      |
| 4      | Аріна Соболенко           | ●             |               |               |                  |                  |                  |           |           | ●        |          |         |         |         |         | 4      | 0      | 0      |
| 4      | Корі Гофф (USA)           |               | ●             |               |                  |                  |                  | ●         |           | ●        |          |         |         | ●       |         | 3      | 1      | 0      |
| 4      | Крістіна Букша (ESP)      |               |               |               |                  |                  |                  |           |           |          | ●        |         | ●       |         | ●       | 0      | 4      | 0      |
| 4      | Діана Шнайдер             |               |               |               |                  |                  |                  |           |           |          |          | ●       |         | ●       |         | 4      | 0      | 0      |
| 3      | Елісе Мертенс (BEL)       |               | ●             |               |                  |                  |                  |           |           |          | ●        |         |         |         | ●       | 0      | 3      | 0      |
| 3      | Людмила Кіченок (UKR)     |               | ●             |               |                  |                  |                  |           |           |          |          |         | ●       |         |         | 0      | 3      | 0      |
| 3      | Тейлор Таунсенд (USA)     |               | ●             |               |                  |                  |                  |           |           |          |          |         | ●       |         |         | 0      | 3      | 0      |
| 3      | Чжен Ціньвень (CHN)       |               |               |               | ●                |                  |                  |           |           |          |          | ●       |         | ●       |         | 3      | 0      | 0      |
| 3      | Ерін Рутліфф (NZL)        |               |               |               |                  |                  |                  |           | ●         |          | ●        |         |         |         | ●       | 0      | 3      | 0      |
| 3      | Ейджа Мухаммад (USA)      |               |               |               |                  |                  |                  |           |           |          | ●        |         | ●       |         | ●       | 0      | 3      | 0      |
| 3      | Олена Рибакіна (KAZ)      |               |               |               |                  |                  |                  |           |           |          |          | ●       |         |         |         | 3      | 0      | 0      |
| 3      | Ніколь Меліхар (USA)      |               |               |               |                  |                  |                  |           |           |          |          |         | ●       |         |         | 0      | 3      | 0      |
| 2      | Барбора Крейчикова (CZE)  | ●             |               |               |                  |                  |                  |           |           |          |          |         |         |         | ●       | 1      | 1      | 0      |
| 2      | Лаура Зігемунд (GER)      |               |               | ●             |                  |                  |                  |           |           |          |          |         |         |         | ●       | 0      | 1      | 1      |
| 2      | Габріела Дабровскі (CAN)  |               |               |               |                  |                  |                  |           | ●         |          |          |         |         |         | ●       | 0      | 2      | 0      |
| 2      | Даніель Коллінз (USA)     |               |               |               |                  |                  |                  |           |           | ●        |          | ●       |         |         |         | 2      | 0      | 0      |
| 2      | Джессіка Пегула (USA)     |               |               |               |                  |                  |                  |           |           | ●        |          | ●       |         |         |         | 2      | 0      | 0      |
| 2      | Софія Кенін (USA)         |               |               |               |                  |                  |                  |           |           |          | ●        |         | ●       |         |         | 0      | 2      | 0      |
| 2      | Бетані Маттек-Сендс (USA) |               |               |               |                  |                  |                  |           |           |          | ●        |         | ●       |         |         | 0      | 2      | 0      |
| 2      | Демі Схюрс (NED)          |               |               |               |                  |                  |                  |           |           |          | ●        |         | ●       |         |         | 0      | 2      | 0      |
| 2      | Дарія Касаткіна           |               |               |               |                  |                  |                  |           |           |          |          | ●       |         |         |         | 2      | 0      | 0      |
| 2      | Беатріс Аддад Мая (BRA)   |               |               |               |                  |                  |                  |           |           |          |          | ●       | ●       |         |         | 1      | 1      | 0      |
| 2      | Моніка Нікулеску (ROU)    |               |               |               |                  |                  |                  |           |           |          |          |         | ●       |         |         | 0      | 2      | 0      |
| 2      | Еллен Перес (AUS)         |               |               |               |                  |                  |                  |           |           |          |          |         | ●       |         |         | 0      | 2      | 0      |
| 2      | Кеті Бултер (GBR)         |               |               |               |                  |                  |                  |           |           |          |          | ●       |         | ●       |         | 2      | 0      | 0      |
| 2      | Людмила Самсонова         |               |               |               |                  |                  |                  |           |           |          |          |         | ●       | ●       |         | 1      | 1      | 0      |
| 2      | Слоун Стівенс (USA)       |               |               |               |                  |                  |                  |           |           |          |          |         | ●       | ●       |         | 1      | 1      | 0      |
| 2      | Юань Юе (CHN)             |               |               |               |                  |                  |                  |           |           |          |          |         | ●       | ●       |         | 1      | 1      | 0      |
| 2      | Чжань Хаоцін (TPE)        |               |               |               |                  |                  |                  |           |           |          |          |         | ●       |         | ●       | 0      | 2      | 0      |
| 2      | Ґо Ханю (CHN)             |               |               |               |                  |                  |                  |           |           |          |          |         | ●       |         | ●       | 0      | 2      | 0      |
| 2      | Яна Сізікова              |               |               |               |                  |                  |                  |           |           |          |          |         |         |         | ●       | 0      | 2      | 0      |
| 1      | Керолайн Долегайд (USA)   |               |               |               |                  |                  |                  |           |           |          | ●        |         |         |         |         | 0      | 1      | 0      |
| 1      | Сторм Гантер (AUS)        |               |               |               |                  |                  |                  |           |           |          | ●        |         |         |         |         | 0      | 1      | 0      |
| 1      | Дезіре Кравчик (USA)      |               |               |               |                  |                  |                  |           |           |          | ●        |         |         |         |         | 0      | 1      | 0      |
| 1      | Сара Соррібес Тормо (ESP) |               |               |               |                  |                  |                  |           |           |          | ●        |         |         |         |         | 0      | 1      | 0      |
| 1      | Луїза Стефані (BRA)       |               |               |               |                  |                  |                  |           |           |          | ●        |         |         |         |         | 0      | 1      | 0      |
| 1      | Паула Бадоса (ESP)        |               |               |               |                  |                  |                  |           |           |          |          | ●       |         |         |         | 1      | 0      | 0      |
| 1      | Магдалена Френх (POL)     |               |               |               |                  |                  |                  |           |           |          |          | ●       |         |         |         | 1      | 0      | 0      |
| 1      | Медісон Кіз (USA)         |               |               |               |                  |                  |                  |           |           |          |          | ●       |         |         |         | 1      | 0      | 0      |
| 1      | Лінда Носкова (CZE)       |               |               |               |                  |                  |                  |           |           |          |          | ●       |         |         |         | 1      | 0      | 0      |
| 1      | Аояма Сюко (JPN)          |               |               |               |                  |                  |                  |           |           |          |          |         | ●       |         |         | 0      | 1      | 0      |
| 1      | Ходзумі Ері (JPN)         |               |               |               |                  |                  |                  |           |           |          |          |         | ●       |         |         | 0      | 1      | 0      |
| 1      | Ешлін Крюгер (USA)        |               |               |               |                  |                  |                  |           |           |          |          |         | ●       |         |         | 0      | 1      | 0      |
| 1      | Вероніка Кудерметова      |               |               |               |                  |                  |                  |           |           |          |          |         | ●       |         |         | 0      | 1      | 0      |
| 1      | Ван Сіньюй (CHN)          |               |               |               |                  |                  |                  |           |           |          |          |         | ●       |         |         | 0      | 1      | 0      |
| 1      | Чжен Сайсай (CHN)         |               |               |               |                  |                  |                  |           |           |          |          |         | ●       |         |         | 0      | 1      | 0      |
| 1      | Мірра Андрєєва            |               |               |               |                  |                  |                  |           |           |          |          |         |         | ●       |         | 1      | 0      | 0      |
| 1      | Ольга Данилович (SRB)     |               |               |               |                  |                  |                  |           |           |          |          |         |         | ●       |         | 1      | 0      | 0      |
| 1      | Вікторія Голубич (SUI)    |               |               |               |                  |                  |                  |           |           |          |          |         |         | ●       |         | 1      | 0      | 0      |
| 1      | Соней Картал (GBR)        |               |               |               |                  |                  |                  |           |           |          |          |         |         | ●       |         | 1      | 0      | 0      |
| 1      | Маккартні Кесслер (USA)   |               |               |               |                  |                  |                  |           |           |          |          |         |         | ●       |         | 1      | 0      | 0      |
| 1      | Сюзан Ламенс (NED)        |               |               |               |                  |                  |                  |           |           |          |          |         |         | ●       |         | 1      | 0      | 0      |
| 1      | Магда Лінетт (POL)        |               |               |               |                  |                  |                  |           |           |          |          |         |         | ●       |         | 1      | 0      | 0      |
| 1      | Емма Наварро (USA)        |               |               |               |                  |                  |                  |           |           |          |          |         |         | ●       |         | 1      | 0      | 0      |
| 1      | Каміла Осоріо (COL)       |               |               |               |                  |                  |                  |           |           |          |          |         |         | ●       |         | 1      | 0      | 0      |
| 1      | Кароліна Плішкова (CZE)   |               |               |               |                  |                  |                  |           |           |          |          |         |         | ●       |         | 1      | 0      | 0      |
| 1      | Юлія Путінцева (KAZ)      |               |               |               |                  |                  |                  |           |           |          |          |         |         | ●       |         | 1      | 0      | 0      |
| 1      | Зейнеп Сьонмез (TUR)      |               |               |               |                  |                  |                  |           |           |          |          |         |         | ●       |         | 1      | 0      | 0      |
| 1      | Ребекка Шрамкова (SVK)    |               |               |               |                  |                  |                  |           |           |          |          |         |         | ●       |         | 1      | 0      | 0      |
| 1      | Пейтон Стернз (USA)       |               |               |               |                  |                  |                  |           |           |          |          |         |         | ●       |         | 1      | 0      | 0      |
| 1      | Тімеа Бабош (HUN)         |               |               |               |                  |                  |                  |           |           |          |          |         |         |         | ●       | 0      | 1      | 0      |
| 1      | Анна Блинкова             |               |               |               |                  |                  |                  |           |           |          |          |         |         |         | ●       | 0      | 1      | 0      |
| 1      | Ульрікке Ейкері (NOR)     |               |               |               |                  |                  |                  |           |           |          |          |         |         |         | ●       | 0      | 1      | 0      |
| 1      | Олівія Ґадецкі (AUS)      |               |               |               |                  |                  |                  |           |           |          |          |         |         |         | ●       | 0      | 1      | 0      |
| 1      | Квінн Глісон (USA)        |               |               |               |                  |                  |                  |           |           |          |          |         |         |         | ●       | 0      | 1      | 0      |
| 1      | Вікторія Грунчакова (SVK) |               |               |               |                  |                  |                  |           |           |          |          |         |         |         | ●       | 0      | 1      | 0      |
| 1      | Като Мію (JPN)            |               |               |               |                  |                  |                  |           |           |          |          |         |         |         | ●       | 0      | 1      | 0      |
| 1      | Інгрід Мартінс (BRA)      |               |               |               |                  |                  |                  |           |           |          |          |         |         |         | ●       | 0      | 1      | 0      |
| 1      | Кеті Макнеллі (USA)       |               |               |               |                  |                  |                  |           |           |          |          |         |         |         | ●       | 0      | 1      | 0      |
| 1      | Інгрід Ніл (EST)          |               |               |               |                  |                  |                  |           |           |          |          |         |         |         | ●       | 0      | 1      | 0      |
| 1      | Олівія Ніколлс (GBR)      |               |               |               |                  |                  |                  |           |           |          |          |         |         |         | ●       | 0      | 1      | 0      |
| 1      | Ніномія Макото (JPN)      |               |               |               |                  |                  |                  |           |           |          |          |         |         |         | ●       | 0      | 1      | 0      |
| 1      | Джуліана Ольмос (MEX)     |               |               |               |                  |                  |                  |           |           |          |          |         |         |         | ●       | 0      | 1      | 0      |
| 1      | Олександра Панова         |               |               |               |                  |                  |                  |           |           |          |          |         |         |         | ●       | 0      | 1      | 0      |
| 1      | Катажина Пітер (POL)      |               |               |               |                  |                  |                  |           |           |          |          |         |         |         | ●       | 0      | 1      | 0      |
| 1      | Камілла Рахімова          |               |               |               |                  |                  |                  |           |           |          |          |         |         |         | ●       | 0      | 1      | 0      |
| 1      | Бібіана Схофс (NED)       |               |               |               |                  |                  |                  |           |           |          |          |         |         |         | ●       | 0      | 1      | 0      |
| 1      | Маяр Шеріф (EGY)          |               |               |               |                  |                  |                  |           |           |          |          |         |         |         | ●       | 0      | 1      | 0      |
| 1      | Ена Сібахара (JPN)        |               |               |               |                  |                  |                  |           |           |          |          |         |         |         | ●       | 0      | 1      | 0      |
| 1      | Фанні Штоллар (HUN)       |               |               |               |                  |                  |                  |           |           |          |          |         |         |         | ●       | 0      | 1      | 0      |
| 1      | Алділа Сутдж'яді (INA)    |               |               |               |                  |                  |                  |           |           |          |          |         |         |         | ●       | 0      | 1      | 0      |
| 1      | Моюка Утідзіма (JPN)      |               |               |               |                  |                  |                  |           |           |          |          |         |         |         | ●       | 0      | 1      | 0      |
| 1      | Сюй Їфань (CHN)           |               |               |               |                  |                  |                  |           |           |          |          |         |         |         | ●       | 0      | 1      | 0      |
| 1      | Чжан Шуай (CHN)           |               |               |               |                  |                  |                  |           |           |          |          |         |         |         | ●       | 0      | 1      | 0      |

### Титули за країнами
| Всього | Nation                  | Грендслеми | Грендслеми | Грендслеми | Олімпіада | Олімпіада | Олімпіада | Завершальний | Завершальний | WTA 1000 | WTA 1000 | WTA 500 | WTA 500 | WTA 250 | WTA 250 | Всього | Всього | Всього |
| Всього | Nation                  | S          | D          | X          | S         | D         | X         | S            | D            | S        | D        | S       | D       | S       | D       | S      | D      | X      |
| ------ | ----------------------- | ---------- | ---------- | ---------- | --------- | --------- | --------- | ------------ | ------------ | -------- | -------- | ------- | ------- | ------- | ------- | ------ | ------ | ------ |
| 26     | США (USA)               |            | 2          |            |           |           |           | 1            |              | 3        | 3        | 3       | 7       | 5       | 2       | 12     | 14     | 0      |
| 10     | КНР (CHN)               |            |            |            | 1         |           |           |              |              |          |          | 1       | 3       | 2       | 3       | 4      | 6      | 0      |
| 9      | Чехія (CZE)             | 1          | 2          |            |           |           | 1         |              |              |          | 1        | 1       |         | 1       | 2       | 3      | 5      | 1      |
| 9      | Казахстан (KAZ)         |            |            |            |           |           |           |              |              |          | 1        | 3       | 1       | 1       | 3       | 4      | 5      | 0      |
| 8      | Польща (POL)            | 1          |            |            |           |           |           |              |              | 4        |          | 1       |         | 1       | 1       | 7      | 1      | 0      |
| 7      | Китайський Тайбей (TPE) |            | 1          | 2          |           |           |           |              |              |          | 1        |         | 1       |         | 2       | 0      | 5      | 2      |
| 6      | Італія (ITA)            |            |            | 1          |           | 1         |           |              |              | 1        | 2        |         | 1       |         |         | 1      | 4      | 1      |
| 5      | Латвія (LAT)            |            | 1          |            |           |           |           |              |              |          |          | 2       | 2       |         |         | 2      | 3      | 0      |
| 5      | Іспанія (ESP)           |            |            |            |           |           |           |              |              |          | 1        | 1       | 1       |         | 2       | 1      | 4      | 0      |
| 5      | Японія (JPN)            |            |            |            |           |           |           |              |              |          |          |         | 1       |         | 4       | 0      | 5      | 0      |
| 4      | Бразилія (BRA)          |            |            |            |           |           |           |              |              |          | 1        | 1       | 1       |         | 1       | 1      | 3      | 0      |
| 4      | Австралія (AUS)         |            |            |            |           |           |           |              |              |          | 1        |         | 2       |         | 1       | 0      | 4      | 0      |
| 4      | Нідерланди (NED)        |            |            |            |           |           |           |              |              |          | 1        |         | 1       | 1       | 1       | 1      | 3      | 0      |
| 4      | Велика Британія (GBR)   |            |            |            |           |           |           |              |              |          |          | 1       |         | 2       | 1       | 3      | 1      | 0      |
| 3      | Бельгія (BEL)           |            | 1          |            |           |           |           |              |              |          | 1        |         |         |         | 1       | 0      | 3      | 0      |
| 3      | Україна (UKR)           |            | 1          |            |           |           |           |              |              |          |          |         | 2       |         |         | 0      | 3      | 0      |
| 3      | Нова Зеландія (NZL)     |            |            |            |           |           |           |              | 1            |          | 1        |         |         |         | 1       | 0      | 3      | 0      |
| 2      | Німеччина (GER)         |            |            | 1          |           |           |           |              |              |          |          |         |         |         | 1       | 0      | 1      | 1      |
| 2      | Канада (CAN)            |            |            |            |           |           |           |              | 1            |          |          |         |         |         | 1       | 0      | 2      | 0      |
| 2      | Румунія (ROU)           |            |            |            |           |           |           |              |              |          |          |         | 2       |         |         | 0      | 2      | 0      |
| 2      | Словаччина (SVK)        |            |            |            |           |           |           |              |              |          |          |         |         | 1       | 1       | 1      | 1      | 0      |
| 2      | Угорщина (HUN)          |            |            |            |           |           |           |              |              |          |          |         |         |         | 2       | 0      | 2      | 0      |
| 1      | Колумбія (COL)          |            |            |            |           |           |           |              |              |          |          |         |         | 1       |         | 1      | 0      | 0      |
| 1      | Сербія (SRB)            |            |            |            |           |           |           |              |              |          |          |         |         | 1       |         | 1      | 0      | 0      |
| 1      | Швейцарія (SUI)         |            |            |            |           |           |           |              |              |          |          |         |         | 1       |         | 1      | 0      | 0      |
| 1      | Туреччина (TUR)         |            |            |            |           |           |           |              |              |          |          |         |         | 1       |         | 1      | 0      | 0      |
| 1      | Єгипет (EGY)            |            |            |            |           |           |           |              |              |          |          |         |         |         | 1       | 0      | 1      | 0      |
| 1      | Естонія (EST)           |            |            |            |           |           |           |              |              |          |          |         |         |         | 1       | 0      | 1      | 0      |
| 1      | Індонезія (INA)         |            |            |            |           |           |           |              |              |          |          |         |         |         | 1       | 0      | 1      | 0      |
| 1      | Мексика (MEX)           |            |            |            |           |           |           |              |              |          |          |         |         |         | 1       | 0      | 1      | 0      |
| 1      | Норвегія (NOR)          |            |            |            |           |           |           |              |              |          |          |         |         |         | 1       | 0      | 1      | 0      |